# Carta dos Ventos
A Carta dos Ventos é um documento que define as regras, formulação de políticas públicas e mecanismos de atração de investimentos em energia eólica para o Brasil. A cerimônia de assinatura da Carta dos Ventos ocorreu durante o Fórum Nacional Eólico que aconteceu em Natal no dia 18 de junho de 2009. Entre os assinantes, está o então Ministro do Meio Ambiente, Carlos Minc.